# Yssandon
Yssandon är en kommun i departementet Corrèze i regionen Nouvelle-Aquitaine i de centrala delarna av Frankrike. Kommunen ligger  i kantonen Ayen som tillhör arrondissementet Brive-la-Gaillarde. År 2022 hade Yssandon 696 invånare.

## Befolkningsutveckling
Antalet invånare i kommunen Yssandon
Referens:INSEE